# باروكسيتين
باروكسيتين (بالإنجليزية: Paroxetine)‏ هو إحدى مضادات الاكتئاب. وقد تم طرحة لأول مرة في عام 1992 عن طريق شركة الأدوية جلاسكو سميث كلاين. وبحلول عام 2006، كان هذا الدواء خامس أكثر دواء مضاد للاكتئاب صرفا في الولايات المتحدة في قطاع التجزئة، قُدرت بحوالي 19.7 مليون وصفة طبية. ويتم صرف هذا الدواء تحت الرقابة الطبية بسبب أعراضه الجانبية مثل الميل للانتحار وأعراضه الانسحابية والتي تسببت في مشاكل قانونية ضد الشركة الصانعة. وينتج هذا الدواء تحت عدة أسماء تجارية من أشهرها:
- سيروكسات(بالإنجليزية: Seroxat)‏
- باكسيل (بالإنجليزية: Paxil)‏
- باروتين (بالإنجليزية: Parotin)‏
- اروباكس (بالإنجليزية: Aropax)‏

## دواعي الاستخدام

### المعتمدة
يستعمل باروكسيتين بشكل رئيسي لعلاج الأمراض التالية:
- الاكتئاب
- الوسواس قهري
- التوتر بأنواعه
- الاضطراب الفزع
- الرهاب اجتماعي
- القلق

و هو أول مضاد اكتئاب يستخدم في الولايات المتحدة لعلاج نوبات الفزع. وبحسب الشركة المصنعة، فإنه يلزم الدواء من 10 إلى 12 أسبوع ليبدأ مفعوله في علاج الحالات السابقة.

### التأثير الصيدلي
باروكسيتين هو أقوى واحد من مادة السيروتونين الانتقائية في معظم محددة (5-هيدروكسي، 5-HT) مثبطات امتصاص (SSRI). [69] ويعتقد أن هذا النشاط من المخدرات في الخلايا العصبية في الدماغ لتكون مسؤولة عن آثاره المضادة للاكتئاب.
باروكسيتين هو مشتق phenylpiperidine التي ليست لها علاقة كيميائيا لمضادات الاكتئاب ثلاثية الحلقات أو tetracyclic. في دراسات مستقبلة ملزم، لأن باروكسيتين لا يحمل ألفة كبيرة للأدرينالية (α1، α2، β)، الدوبامين، السيروتونين (5HT1، 5HT2)، أو مستقبلات الهيستامين من غشاء الدماغ الفئران. وتقارب ضعف للأستيل المسكارينية وكان واضحا النورادرينالين مستقبلات. والأيضات الغالبة من باروكسيتين هي 1/50th تقريبا من قوة الباروكسيتين وغير نشطة في الأساس.
وقد تبين باروكسيتين أن يكون نشاط مضادات الميكروبات ضد عدة مجموعات من الكائنات الحية الدقيقة. هذا هو أساسا ضد الكائنات الدقيقة موجبة الجرام. لكنه يظهر أيضا نشاط تعاوني عند دمجها مع بعض المضادات الحيوية ضد البكتيريا عدة. كما تم الباروكسيتين أظهرت أنه نشاط مضاد للفطريات كونها الأكثر فعالية ضد hypersusceptible المبيضات DSY1204 سلالة المبيضة البيضاء.

## السيروكسات
يعتبر عقار السيروكسات من الادوية المهمة لعلاج القلق والتوتر.. وفي البداية تظهر اعراضه أو في حال زيادة الجرعة عدة اسابيع.

## الآثار الجانبية

### الأكثر حدوثا
- التاثير الجنسي
- زيادة أو نقص في الوزن
- الصداع
- غثيان
- جفاف الفم
- زيادة التعرق
- دوخة أو أرق
- زيادة أو فقدان الشهية
- إمساك أو إسهال
- وخز في اليدين
- الإحساس بالملل

### الأقل حدوثا
- ازدياد الشعور بالتوتر
- السلبية
- فقدان الإحساس بمشاعر الغير
- تذبذب في ردود الأفعال العاطفية
- احتكاك الأسنان في الليل
- ضعف عام أو ضعف عضلات
- كوابيس أو تغير في الأحلام
- تغير في الطعم

## الأعراض الانسحابية
1. صدمات كهربائية في الرأس
2. زيادة الافكار حول الانتحار
3. الصداع
4. الأرق
5. الدوخة
6. الإغماء
7. تشويش في الرؤية

1. النعاس
2. الإرهاق
3. طفح جلدي (نادر جداً)

## تحذيرات للنساء الحوامل
تنصح النساء الحوامل بعدم أخذ هذا الدواء لاحتمال تسببه لإعتلالات في قلب الجنين.
و كحال مضادات الاكتئاب الأخرى، يسبب هذا الدواء آثار جانبية للوظيفة الجنسية في الرجال والنساء أيضاً.